# Журавлівка (Жмеринський район)
Журавлі́вка (до 1946 року — Чемериси-Волоські, пол. Czemerysy wołoskie) — село в Україні, у Барській міській громаді Жмеринського району Вінницької області.

## Географія
Село розташоване на правому березі річки Примощанки, лівої притоки Лядової.

## Історія
"С. Чемериси-Волоські розкинулося протягом однієї версти, у широкій пологій улоговині; цією улоговиною протікає маленький струмок, що живиться джерелами; є також два ставки, що належать місцевому поміщику Ганицькому, – один у селі, другий за селом. Неподалік села знаходиться і приписне до нього село Пилипи. Кліматичні умови сприятливі здоров'ю. Від найближчої залізничної станції "Бар" в 14 верстах. Народонаселення (ч. 700 та ж. 716) – селяни православного сповідання та кілька сімейств католиків та євреїв. Грунт глинистий, лише за сприятливих умов дає середні врожаї. Утворилося село у XVIII ст. Назву "Волоські" село отримало тому, що першими його поселенцями були вихідці з Валахії, а "Чемериси" вказує на національність цих вихідців. У Пилипах у XVIII ст. жили старовіри, на початку XIX ст. старообрядці були виселені, а на їхньому місці оселилося кілька родин із села В. Чемериси. 
Св.-Михайлівський храм побудований, як видно з напису на внутрішній стіні притвору, у 1766 році коштом і стараннями парафіян. Цей храм – дерев'яний, трикупольний та має форму корабля; окремо від нього дерев'яна дзвіниця. Іконостас у ньому три-ярусний, старовинний; у вівтарі запрестольна східна стіна має вигляд іконостасу, висотою до двох сажнів (тоді як перший іконостас висоти до трьох сажнів). У вівтарі зберігається старовинна ікона Богоматері, шанована в народі чудотворною; на честь її в день Вознесіння Господнього сходиться люд із сусідніх сіл. На церковному цвинтарі облаштований кам'яний фамільний склеп місцевих землевласників Ганицьких. Раніше в парафії була унія; 1801 р. приходом керував ще уніатський священик Іоан Киницький, а вже 1803 р. заступив православний священик Василь Стрельбицький. Шкіл у парафії дві: у Волоських Чемерисах церк.-прих. школа з 1867 р. та в с. Пилипах школа грамоти з 1890 року. Будинки для причту дерев'яні, влаштовані в 1895 році."
На 1946 рік село Чемериси Волоські входило до складу Чемерисо-Волоської сільської ради.
7 червня 1946 року перейменовано на Журавлівку, а сільська рада на Журавлівську.
12 червня 2020 року, відповідно до Розпорядження Кабінету Міністрів України № 707-р «Про визначення адміністративних центрів та затвердження територій територіальних громад Вінницької області», увійшло до складу Барської міської громади.

19 липня 2020 року, в результаті адміністративно-територіальної реформи та ліквідації Барського району, село увійшло до складу Жмеринського району.

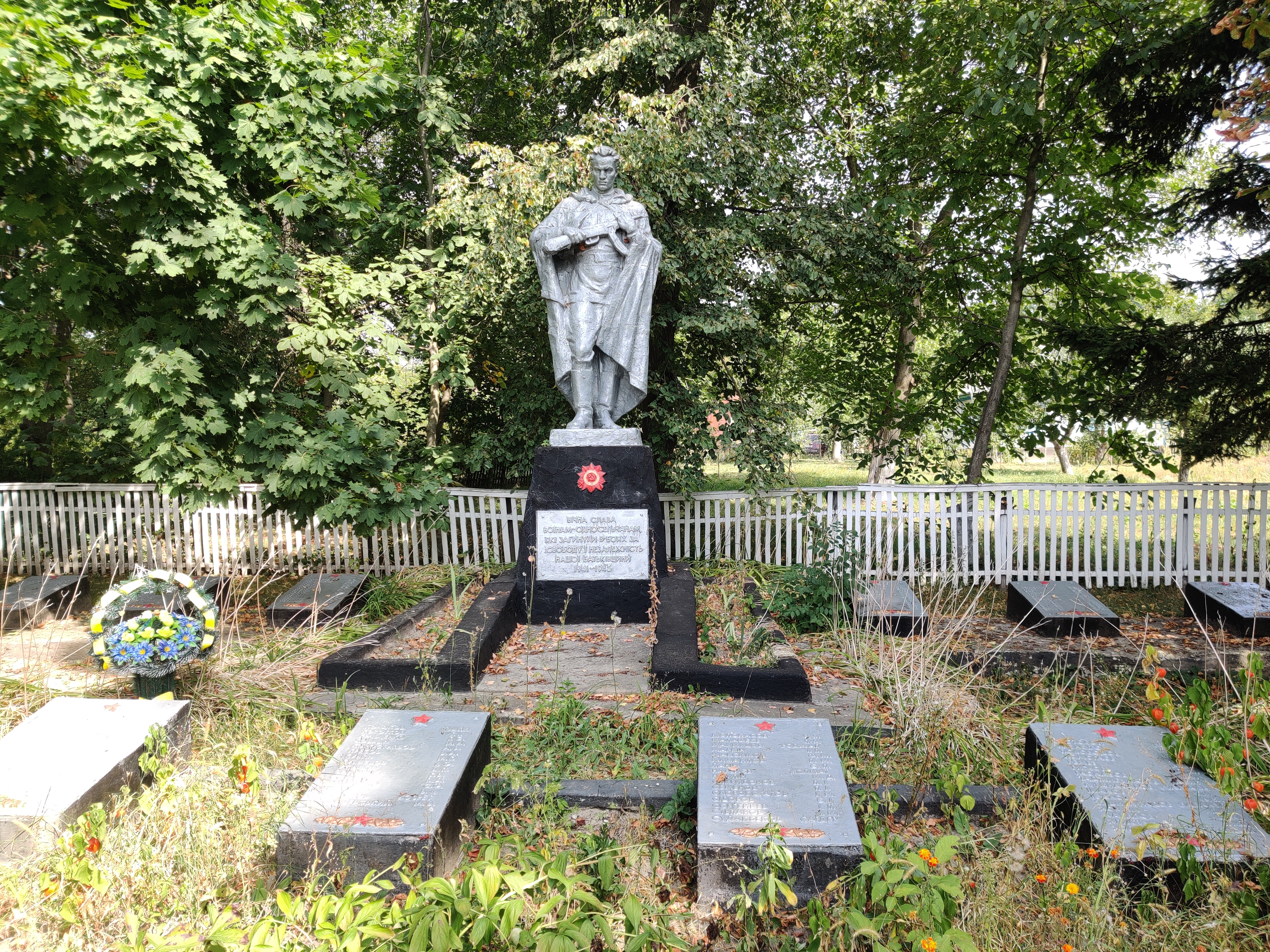
Братська могила 118 радянських воїнів

## Населення

### Мова
Розподіл населення за рідною мовою за даними перепису 2001 року:
| Мова            | Відсоток |
| --------------- | -------- |
| українська      | 99,19%   |
| російська       | 0,47%    |
| інші/не вказали | 0,34%    |

## Пам'ятки
У селі є пам'ятки:
- Братська могила 118 радянських воїнів, загиблих в боях за село і пам'ятник 98 воїнам-односельчанам, загиблим на фронтах Великої Вітчизняної війни[7], 1958, 1967. Пам'ятка розташована біля магазину;
- Захисна підземна споруда[8], 1931—1934. Пам'ятка розташована 3,5 км на захід від села.

## Найвідоміші уродженці
- Ганицький Тадей Денисович — скрипаль, педагог, диригент, композитор.
- Ганицький Гнат Денисович — віолончеліст, педагог, композитор
- Мазур Кирило — український графік, живописець.